# 先生騙鬼
《先生騙鬼》是1987年在台灣上映的古裝喜劇電影，主要是惡搞當時港台大紅的港片倩女幽魂的電影。導演為朱延平，出品人為蔡松林。

## 劇情簡介
書生寧采臣(鄭進一)為了尋死無意間闖入蘭若寺，卻遭遇美麗的女鬼小倩(傅娟)誘惑。原來小倩受樹妖嬤嬤(澎恰恰)控制，專門尋找男人給嬤嬤吸取陽氣，所幸其被道士張得志(曾志偉)所救。但寧采臣最後還是在慶賀時發生食物中毒意外身亡，因而變成孤魂野鬼受嬤嬤控制，只能跟隨小倩一起找尋男人吸取陽氣。
　　40年後抓鬼大師廖八次(廖峻)與搭檔雜碎(胡瓜)專門裝鬼騙財，但在一次騙財不成被債主追殺逃到蘭若寺，雜碎被寧采臣嚇死，大師則被帶到嬤嬤的壽宴處，因為雞鳴所以逃過一劫，最後他帶著小霜(葉全真)跟寧采臣的骨灰逃走。大師繼續帶著兩鬼到處裝鬼騙財，卻遇到真正的法師(倪敏然)將兩鬼打回至原處去，為救兩鬼故大師又回到蘭若寺拜張得志為師，張得志將畢生功力傳給大師之後就氣絕身亡。三鬼一人最終合作消滅掉嬤嬤，得到自由後大師帶著三鬼的魂魄去寺廟超渡。

## 剧情概述
1. 书生寻短、误入兰若寺  穷困书生宁采臣感到生活绝望，打算自尽，却意外闯入兰若寺
2. 被美艳女鬼小倩所救   在寺中，他遇到了魅惑女鬼小倩。其实她是被树妖嬷嬷控制，专门引诱男子以吸取阳气
3. 道士出现，僵持对抗   当小倩企图对采臣下手时，道士张得志及时出现，将其救下并试图驱邪
4. 意外食物中毒成孤魂   宁采臣在一场庆祝中不幸吃到毒食致死，死后成为孤魂野鬼，被树妖嬷嬷控制，继续与小倩一起寻找男子吸取阳气
5. 捉鬼大师登场，骗鬼又认证   四十年后，抓鬼大师廖八次（由廖峻饰）和助手杂碎（胡瓜饰）专骗鬼魂敛财，却误入兰若寺。杂碎被采臣吓死，廖八次则因鸡鸣逃过一劫
6. 阴阳合作，驱妖破局   廖八次与小霜和宁采臣的“魂”搭档，继续行骗，结果遇上真正的法师倪敏然。为救这群“鬼”，他重新向张得志学习法术。张得志传授功力后去世。最终，廖八次与三位雄找回化妖法门，合力消灭树妖嬷嬷，送走众鬼魂，获得解脱

## 演員
| 人物角色       | 演員   |
| -------------- | ------ |
| 抓鬼大師廖八次 | 廖 峻  |
| 寧采臣         | 鄭進一 |
| 張得志         | 曾志偉 |
| 小倩           | 傅 娟  |
| 小霜           | 葉全真 |
| 樹妖嬤嬤       | 澎恰恰 |
| 雜碎           | 胡 瓜  |
| 法師           | 倪敏然 |
| 霸一山         | 林偕文 |
| 女鬼           | 金素梅 |
| 女鬼           | 澎 澎  |

## 電影歌曲

### 主題曲
| 歌名     | 演唱者         | 作詞 | 作曲   |
| 卿卿呢語 | 蔡幸娟、鄭進一 | 小軒 | 譚健常 |

## 外部連結
- 開眼電影網上《先生騙鬼》的資料（繁體中文）
- 豆瓣电影上《先生騙鬼》的資料 （简体中文）
- 香港影庫上《先生騙鬼》的資料（繁體中文）